# Nadeem Aslam
Nadeem Aslam (Gujranwala, Pakistan, 1966) és un dels escriptors britànics actuals més reconeguts. Viu a Anglaterra des dels 14 anys, quan la seva família es va veure forçada a deixar el Pakistan a causa de la militància comunista del seu pare. Va començar els estudis de bioquímica, però aviat els va deixar per dedicar-se plenament a l'escriptura. La seva primera novel·la, Season of the Rainbirds (1993), ambientada al Pakistan rural, va guanyar el premi Betty Trask i l'Authors' Club Best First Novel Award. El reconeixement li arribà amb la seva següent novel·la, Mapas para amantes perdidos (Alfaguara, 2005), on tracta d'una comunitat pakistanesa establerta a Yorkshire, al nord d'Anglaterra. Amb aquesta obra, que li costà deu anys d'escriure, guanyà el Premi Kiriyama. A continuació va publicar La casa de los sentidos (Alfaguara, 2009), finalista del Warwick Prize for Writing i ambientada a l'Afganistan, un escenari que recupera ara amb la seva última novel·la, El jardín del hombre ciego (Mondadori, 2013).